# Lonchaea orchidearum
Lonchaea orchidearum är en tvåvingeart som beskrevs av Townsend 1895. Lonchaea orchidearum ingår i släktet Lonchaea och familjen stjärtflugor.
Artens utbredningsområde är Jamaica. Inga underarter finns listade i Catalogue of Life.